# フィッシュランド
株式会社フィッシュランドは北海道で釣具店を展開している企業である。
グループでメガネ店のドクターアイズや、宝石店エリザベスなどを展開している。

## 概要
- フィッシュランド - フィッシング用品、アウトドア用品の販売
- エリザベス宝石 - 宝飾品の販売
- ドクターアイズ - 眼鏡の販売
- ダイヤバンク - 貴金属、宝石等の買取
- 朝日ケアホーム - 高齢者住宅事業
- リハニック - リハビリデイサービス事業
- エコジョイ - 宝飾品卸売販売
- ソーラー発電事業
- 不動産事業

を展開している。
1968年、旭川市で釣り堀として創業。当時の釣り堀ブームや、好景気だったこともあり北広島市や札幌市にも展開した。1979年、釣堀と併設し、釣具の取扱を開始。1988年、海釣りや川釣りへのニーズが高まった為、釣堀事業から撤退し、釣具事業を本格化した。
1976年エリザベス宝石（外商）として、宝石事業へ参入し、翌年店舗販売を開始。
1996年、エリザベス眼鏡として眼鏡事業を開始。2003年にドクターアイズに屋号変更。